# Brigata al-'Abbas
Liwāʾ Abū al-Faḍl al-ʿAbbās, nota anche come Brigata al-ʿAbbās (in arabo كتائب العباس‎?, Katāʾib al-ʿAbbās), è un gruppo militante siriano sciita che opera in tutta la Siria. Prende il nome da al-'Abbas ibn 'Ali, figlio di ʿAlī b. Abī Ṭālib e quindi venerato dagli sciiti.
Il gruppo è stato formato per fronteggiare gli episodi di profanazione da parte dei ribelli siriani di vari luoghi di culto del paese nel corso degli eventi della guerra civile siriana; il gruppo opera soprattutto in luoghi di interesse religioso in Siria come la moschea di Sayyida Ruqayya, la moschea di al-Nuqta e la moschea di Sayyida Zaynab, la moschea di Hujr ibn Adi, la Moschea degli Omayyadi, la Grande Moschea di Aleppo, la moschea di Nabi Habil, e varie altre.